# Bullis cowani
Bullis cowani är en fjärilsart som beskrevs av Corbet 1940. Bullis cowani ingår i släktet Bullis och familjen juvelvingar. Inga underarter finns listade i Catalogue of Life.